# Linha do Tua
A Linha do Tua foi uma ligação ferroviária de via estreita que ligou Foz Tua, na Linha do Douro, até à cidade de Bragança, na região portuguesa de Trás-os-Montes. A linha teve 134 quilómetros de extensão e acompanhava o percurso sinuoso do vale do rio Tua desde a sua foz no rio Douro até Mirandela. A partir daí, atravessa o planalto transmontano a uma altitude cada vez maior, passando pela estação a maior altitude do país, Rossas (Santa Comba de Rossas) até à descida em Bragança. A linha está encerrada, estando prevista a reabertura do troço Mirandela–Brunheda.
A linha foi construída em duas fases. O troço entre a foz do Tua e Mirandela foi inaugurado em 1887. A construção dos restantes 80 km até Bragança foi adiada por razões financeiras, tendo sido concluído apenas em 1906. O primeiro estudo do traçado foi realizado em 1878. A construção e exploração do tramo entre Tua e Mirandela foi concessionada à Companhia Nacional de Caminhos de Ferro, propriedade de Tristão Queirós. As obras tiveram início em outubro de 1884 e a execução dos primeiros vinte quilómetros na garganta granítica do Tua foi extremamente difícil e complexa. Este tramo foi aberto ao público em 27 de setembro de 1887, realizando-se a cerimónia oficial de inauguração dois dias depois e na presença do rei Luís I. A concessão da exploração e construção do segundo tramo entre Mirandela e Bragança foi atribuída em 1902 a João Lopes da Cruz, que a trespassou à Companhia Nacional. O primeiro comboio chegou a Bragança em 26 de Outubro de 1906 e o troço final foi inaugurado oficialmente em 1 de Dezembro do mesmo ano.
Durante a crise dos transportes ferroviários na década de 1930, a situação financeira da Companhia Nacional foi-se sucessivamente degradando. A lei de 1945 nacionalizou e integrou todas as companhias ferroviárias na Companhia dos Caminhos de Ferro Portugueses (CP), a qual passou a explorar toda a rede ferroviária portuguesa. Em 1968 foi inaugurada uma variante na cidade de Bragança. Na linha funcionaram locomotivas a vapor até à década de 1980. Na década de 1950 foi no Tua que circularam pela primeira vez automotoras da série 9300.
Em inícios da década de 1980, o governo e a CP planearam o encerramento de grande parte das linhas secundárias em Portugal. Entre dezembro de 1991 e janeiro de 1992 foi encerrado o troço entre Mirandela e Bragança. Em Julho de 1995 foi inaugurado o Metropolitano de Mirandela, assegurando o serviço de passageiros na linha entre Mirandela e Carvalhais e, a partir de Outubro de 2001, entre Mirandela e a foz do Tua. Em 2007, foram anunciados planos para construir uma barragem no vale do Tua, que levaria à submersão dos primeiros quilómetros da Linha. Em 2007–2008 ocorreu uma onda de acidentes que levou, em conjunto com o desinvestimento na linha e da decisão governamental de prosseguir com a construção da Barragem de Foz Tua, ao encerramento do troço entre Tua e Cachão, em Agosto de 2008. A albufeira da barragem submergiu 16 quilómetros da linha, cortando a sua ligação à rede ferroviária nacional. A construção motivou protestos de várias organizações ambientalistas e movimentos cívicos da região.  

## Caracterização
A Linha do Tua é uma linha ferroviária de via estreita em bitola métrica com um comprimento total de 133,8 quilómetros que liga a Estação do Tua à cidade de Bragança. Juntamente com as linhas do Corgo, Tâmega, e Sabor, é uma das afluentes da Linha do Douro. Inicialmente denominada Linha de Mirandella, o nome atual tem origem no facto de acompanhar o traçado do rio Tua. No total, a linha possui 10 túneis, 4 viadutos e 17 pontes.
A linha foi construída em duas fases diferentes. O primeiro tramo construído tem início na Estação do Tua, partilhada com a Linha do Douro, e termina em Mirandela, acompanhando o leito do Rio Tua pela margem esquerda. Nas proximidades deste troço não existem praticamente aglomerados populacionais de relevo. Nos quilómetros que se seguem à estação do Tua, a linha ganha altitude e atravessa uma sequência de vários túneis e viadutos ao longo de escarpas graníticas e terreno bastante difícil e acidentado. Ao km 21,2, a Estação de Brunheda marca a transição para terreno relativamente plano. À época de construção, esta estação tinha um papel importante no escoamento da produção local de azeite e vinho. Aos 54,1 km situa-se a Estação Ferroviária de Mirandela. Inaugurada em 1887 no centro da cidade de Mirandela, a sua grande dimensão é pouco comum em vias estreitas. Situava-se aqui o principal depósito de material circulante, onde estiveram baseadas várias locomotivas a vapor.
A partir de Mirandela, o traçado afasta-se do rio Tua e ganha cada vez mais altitude. Nos 28 km que separam Mirandela e Macedo de Cavaleiros a linha aumenta de altitude de 208 para 537 m e continua a ganhar altitude ao longo do percurso por Sendas (657 m) e Salsas (789 m) até culminar na Estação de Rossas, a estação de caminho de ferro de maior altitude em Portugal, a 849 m de altitude na Serra da Nogueira. A partir deste ponto, o traçado volta a descer, passando por Sortes (800 m) e terminando na cidade de Bragança (670 m), a 80 km de Mirandela.

## Planeamento e construção
A Linha do Tua insere-se num período de desenvolvimento dos caminhos de ferro de via estreita em Portugal, iniciado em 1882, e que também incluiu as linhas do Dão, Vouga, Tâmega, Corgo e Sabor. A linha foi construída em duas fases. O troço entre a foz do Tua e Mirandela foi inaugurado em 1887. A construção dos restantes 80 km até Bragança foi adiada por razões financeiras, tendo sido concluída apenas em 1906.
| Entre as Estações             | Extensão  | Inauguração            | Encerramento           | Reabertura          |
| ----------------------------- | --------- | ---------------------- | ---------------------- | ------------------- |
| Tua – Cachão                  | 41,866 km | 29 de Setembro de 1887 | 22 de Agosto de 2008   |                     |
| Cachão – Mirandela            | 12,226 km | 29 de Setembro de 1887 |                        |                     |
| Mirandela – Carvalhais        | 4,046 km  | 2 de Agosto de 1905    | 15 de Dezembro de 1991 | 28 de Julho de 1995 |
| Carvalhais – Romeu            | 8,970 km  | 2 de Agosto de 1905    | 15 de Dezembro de 1991 |                     |
| Romeu – Macedo de Cavaleiros  | 15,666 km | 15 de Outubro de 1905  | 15 de Dezembro de 1991 |                     |
| Macedo de Cavaleiros – Sendas | 14,060 km | 18 de Dezembro de 1905 | 17 de Dezembro de 1991 |                     |
| Sendas – Rossas               | 13,420 km | 14 de Agosto de 1906   | 17 de Dezembro de 1991 |                     |
| Rossas – Bragança             | 23,514 km | 31 de Dezembro de 1906 | 17 de Dezembro de 1991 |                     |

### Troço entre Tua e Mirandela

#### Planeamento
Após a inauguração do troço da Linha do Douro entre o Porto e Pinhão, em 1878, surgiram divergências sobre o percurso que a linha deveria tomar em direção a Espanha. Alguns engenheiros defendiam que a melhor opção era prosseguir pelo rio Douro até à fronteira de Barca d'Alva, enquanto outros defendiam que deveria acompanhar o rio Tua em direção a norte e atravessar a fronteira em Bragança. Em Setembro do mesmo ano, o engenheiro e antigo ministro das obras públicas João Crisóstomo de Abreu e Sousa apresentou um relatório sobre o transporte ferroviário em Portugal, onde estava projectada uma linha de Bragança a Beja, passando pela foz do Rio Sabor.

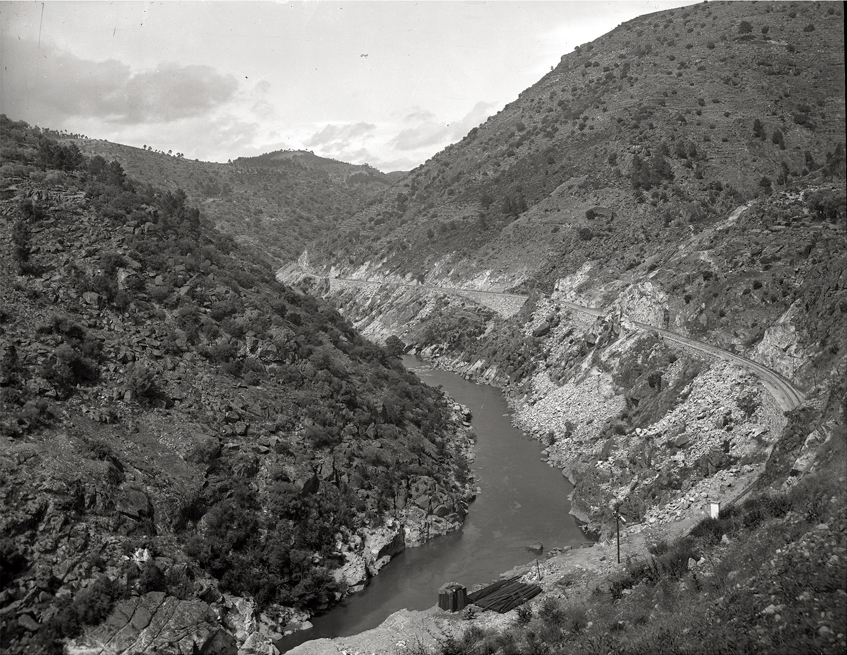
Percurso nas proximidades do apeadeiro de São Lourenço na década de 1910. O troço entre Tua e Mirandela acompanha o acidentado vale do rio Tua.

O primeiro estudo de traçado para a Linha do Tua foi realizado em 1878 pelo engenheiro militar João José Pereira Dias e pelo condutor Bernabé Roxo, sob a coordenação do engenheiro Sousa Brandão. O traçado proposto percorria o rio Tua pela margem direita. Mais tarde foi realizado um novo estudo, da autoria do engenheiro António Xavier de Almeida Pinheiro, desta vez pela margem esquerda, solução que acabou por ser a adoptada. No entanto, a urgência e as dificuldades no terreno levaram a que este estudo fosse pouco preciso e fossem necessárias várias correções durante a construção.
Em finais de 1881, a indecisão sobre o prolongamento da Linha do Douro motivou o empresário portuense Clemente Menéres, com interesses comerciais na região de Trás-os-Montes, a dar início a uma campanha pela aprovação do caminho de ferro até Trás-os-Montes através do vale do Tua. Em 22 de junho do ano seguinte, a Câmara Municipal de Mirandela decide apresentar à Câmara dos Pares o pedido de aprovação para uma subvenção de 135 contos de réis para cobrir a garantia de juro de 5% da empresa que viesse a construir a linha. A apresentação contou com várias personalidades do Porto, entre as quais Clemente Menéres. No ano seguinte, com o apoio da Associação Comercial do Porto, a Câmara apela diretamente ao rei Luís I que aprove o projeto de construção da linha até Mirandela.

#### Concurso
O concurso público para a construção e exploração do caminho de ferro entre Foz-Tua e Mirandela foi autorizado por uma lei de 26 de Abril de 1883 e aberto por  decreto datado de 29 de Setembro do mesmo ano. A garantia de juro foi fixada nos 5,5%, com um prazo de resgate após 15 anos, devendo a via ser construída em bitola métrica. No entanto, nesse primeiro concurso não apareceram propostas. Entretanto, em 1 de Setembro do mesmo ano entrou ao serviço o troço da Linha do Douro entre Pinhão e Tua.
Por decreto de 22 de Novembro, é anunciada a abertura de um novo concurso em 14 de dezembro. Este segundo concurso apresentava condições de resgate mais vantajosas, pois acreditava-se que tinha sido esta a razão do insucesso do primeiro concurso. No entanto, foi submetida apenas uma proposta, de Tristão Guedes Correia de Queirós, mais conhecido por Conde da Foz, o qual seria responsável pela construção da Linha do Dão. A proposta foi aceite e o contrato provisório foi assinado em 24 de Dezembro. O contrato provisório foi autorizado por uma lei de 26 de Maio de 1884 e tornou-se definitivo em 30 de Junho. Devido à dificuldade da empreitada, Tristão Queirós decide fundar uma companhia para a exploração desta e de outras linhas. Em 1 de Outubro de 1885 é fundada a Companhia Nacional de Caminhos de Ferro, à qual foi trespassada a concessão, tendo sido esta a empresa responsável pela construção e abertura do troço entre Foz-Tua e Mirandela.

#### Construção e inauguração
A construção do troço entre Mirandela e a foz do Tua teve início no lado de Mirandela em 16 de outubro de 1884. A empreitada foi entregue à empresa espanhola Llort & Villagelin e coordenada pelo engenheiro Diniz Moreira da Motta. Em média, trabalhavam diariamente na obra 1470 operários, 114 animais de tiro e 18 locomotivas e vagões. Os primeiros 20 quilómetros, ao longo das escarpas altas e lisas da garganta do Tua, foram de  execução extremamente difícil. A rocha granítica teve que ser dinamitada por operários presos em cordas e os acidentes eram comuns. Nestes primeiros quilómetros, a via é praticamente toda assente em alvenaria de suporte.
A abertura da linha ao público dá-se em 27 de setembro de 1887. Dois dias depois, em 29 de setembro, tem lugar a cerimónia oficial de inauguração. Este primeiro tramo, com 54 km de extensão, era na época denominado Linha de Mirandela. Na cerimónia estiveram presentes o rei Luís I, o Infante Afonso, o Ministro das Obras Públicas, Transportes e Comunicações, e Barjona de Freitas. A cerimónia contou com uma banda de música, vários discursos e até recitação de versos, pelo mestre escola e poeta Joaquim Melchior de Azevedo  Esta foi a primeira via férrea a penetrar a região de Trás-os-Montes.
Os primeiros responsáveis pela operação da Linha do Tua foram António Xavier de Almeida Pinheiro, director da Companhia Nacional; Dinis Moreira da Mota, chefe de exploração; João Valério dos Santos, chefe de Tracção e Oficinas; João E. Chaves, chefe da Fiscalização e Estatística; Simão Marques Pinheiro, chefe do Movimento e Tráfego; António Nunes da Rocha, chefe do Serviço de Saúde.
Em 1900, o número de passageiros no troço entre Tua e Mirandela foi de 33.928, valor que ascendeu a 35.920 em 1901; no mesmo troço, foram movimentadas, em regime de Grande Velocidade, 625 toneladas de carga em 1900, e 694 toneladas em 1901, tendo-se verificado apenas uma redução ligeira no movimento de mercadorias em Pequena Velocidade, de 26.153 toneladas em 1900, para 26.017 em 1901. Em 1902, já tinham sido exportados mais de 4 mil toneladas de cereais por ano.

### Troço entre Mirandela e Bragança

#### Planeamento

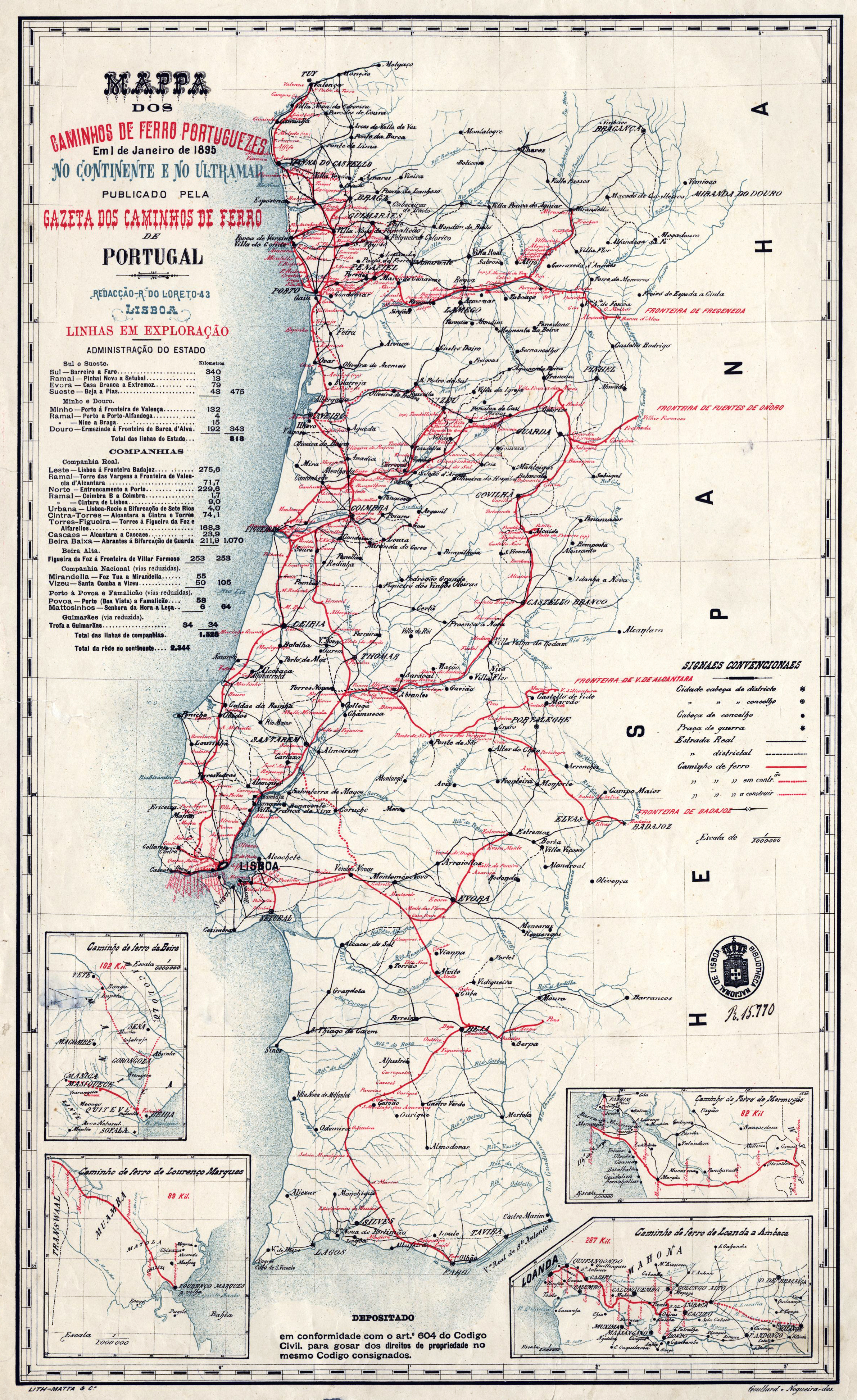
Mapa dos caminhos de ferro em Portugal em 1895.

Em 30 de Abril de 1884, a Junta Geral do Distrito de Bragança enviou uma representação à Câmara dos Deputados para solicitar que a linha de Foz Tua a Mirandela fosse prolongada até à capital do distrito. Entre 1885 e 1886, o Ministro das Obras Públicas, Emídio Navarro, levou a cabo um programa de desenvolvimento das linhas secundárias, tendo ordenado a criação de ante-projectos para as linhas afluentes à do Douro, incluindo o prolongamento da Linha do Tua até Bragança. O objetivo do prolongamento era atenuar os problemas causados pelas deficientes vias de comunicação da região, que tinha uma elevada importância económica derivada da produção de gado, cereais e minérios, especialmente estanho. Em 15 de Abril de 1888 os comerciantes de Bragança enviaram uma comunicação à Câmara dos Deputados, pedindo a continuação da Linha até Bragança. Em 2 de Julho de 1890, a Câmara Municipal de Bragança fez uma representação junto da Câmara dos Deputados, para pedir a continuação da linha de Mirandela e a construção do caminho de ferro do Pocinho até Miranda do Douro, com um ramal até Bragança por Vimioso.
O orçamento do Caminho de Ferro de Mirandella a Bragança, efectuado em 1888 pela Direcção d'Estudo da Rêde Complementar ao Norte do Mondego, estabelecia um custo quilométrico de 19:680$000 réis. No entanto, este orçamento teve de ser revisto devido a alterações cambiais e ao aumento dos custos da mão de obra e dos materiais, resultando num valor não inferior a 22:000$000 réis por quilómetro. Em finais desse ano, o projecto para aquele troço já tinha dado entrada no Ministério das Obras Públicas tendo sido votado em 21 de Junho do ano seguinte. Em 1897, o negociante Moses Zagury, da casa Zagury & C.ª de Londres com interesses na exploração mineira, tinha já requerido licença para construir um caminho de ferro de Mirandela a Bragança, de via estreita, seguindo ao lado da estrada real.
Em 1898, o ministro Elvino de Brito ordenou a elaboração dos Planos das Redes Complementares ao Norte do Mondego e Sul do Tejo, tendo o segundo sido aprovado por decreto de 15 de Novembro de 1900. Entre as várias ligações previstas, encontrava-se o prolongamento da linha do Tua até Bragança, em via métrica, com limites para as curvas de 150 m e rampas de 180 mm. Em finais desse ano, foi realizado um inquérito administrativo para a apreciação do público sobre estes empreendimentos. Em 1899, os srs. Menéres, do Porto, enviaram um telegrama ao Ministro das Obras Públicas, relatando que as populações tinham cedido gratuitamente os terrenos a ser expropriados para o primeiro troço deste caminho de ferro e que se esperava que os outros proprietários fizessem o mesmo. Em 14 de Junho foi comunicado ao Ministro que tinha sido conseguida a concessão gratuita de 17 km de terrenos para a construção, desde que fossem pagas, por avaliação, as árvores a ser arrancadas. A lei de 14 de Julho de 1899, que criou o Fundo Especial de Caminhos de Ferro, autorizou o governo a despender 3.000:000$000 réis na construção de várias linhas, incluindo o troço de Mirandela a Bragança. Uma portaria de 25 de Setembro de 1901 aprovou o projecto para a linha de Mirandela a Bragança.

#### Fase de concurso

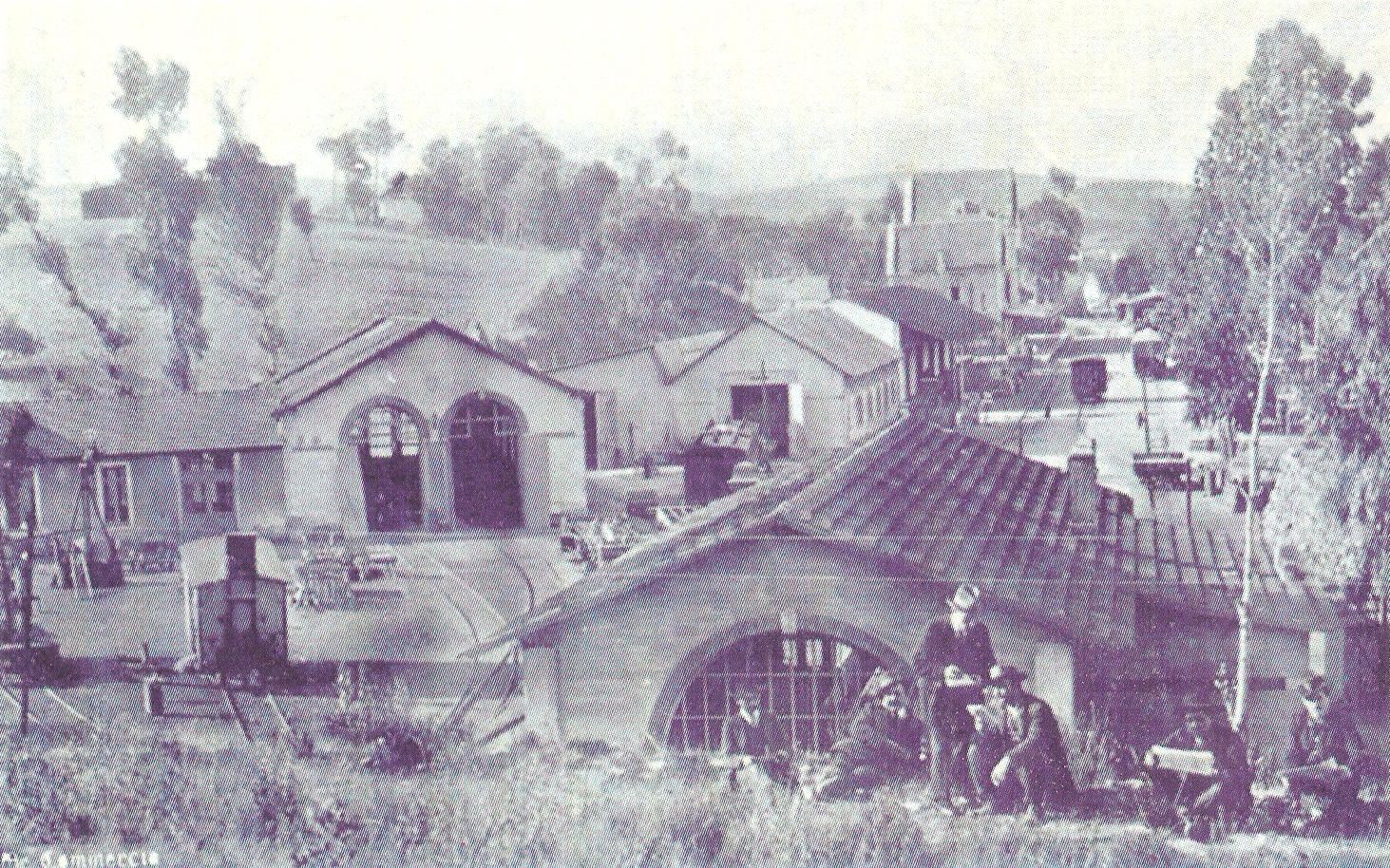
Estação de Mirandela em finais do século XIX.

O engenheiro José Ferro Madureira Beça, que exercia como deputado pelo Distrito de Bragança, foi um dos principais defensores da continuação da linha até Bragança, por via pública ou privada, aproveitando as vantagens da Lei de 14 de Julho de 1899; desta forma, apresentou ao Ministro das Obras Públicas, José Gonçalves Pereira dos Santos, a proposta de Moses Zagury, na qual era pedida uma garantia de 4,5%. Com base nesta proposta, o ministro ordenou a abertura de um concurso público com uma garantia de 4½% sobre o capital que resultaria da praça. A concessão seria apenas provisória, só podendo tornar-se definitiva após aprovação do parlamento. O programa do concurso foi aprovado por uma portaria de 14 de Novembro de 1901. O concurso foi organizado pelo conselho de Administração dos Caminhos de Ferro do Estado e terminou no dia 14 de Fevereiro de 1902. Foi submetida uma única proposta, do empresário João Lopes da Cruz, que requereu que o estado assegurasse o complemento do rendimento líquido de 4,5%, em relação ao preço quilométrico de 26:880$000 réis.
Nesse ano, o Governador Civil de Bragança deslocou-se até Lisboa para se reunir com o presidente do Conselho de Ministros e com o Ministro das Obras Públicas, Comércio e Indústria, com o propósito de apoiar a aprovação da candidatura de João da Cruz, visto que foi o único concorrente que se apresentou. Ao mesmo tempo, decorreram em todo o Distrito de Bragança várias manifestações de apoio. Em Macedo de Cavaleiros realizou-se um comício que reuniu todos os partidos políticos no objetivo de formar uma comissão que iria pedir ao Rei e ao governo para que as obras se iniciassem o mais rapidamente possível. Este projeto foi também defendido pelo par do reino Eduardo José Coelho, que informou o ministro das Obras Públicas que o empresário João da Cruz tinha o apoio de um importante grupo de financiadores, e que esta linha seria um melhoramento indispensável para todo o Distrito. No entanto, este processo provocou vários protestos da parte do autor da proposta original, Moses Zagury, apesar deste não ter participado no concurso. O ministro abriu então um novo concurso para descartar quaisquer suspeitas de favoritismo. O empresário João Lopes da Cruz foi, de novo, o único concorrente, tendo-lhe sido atribuída  a concessão provisória. Ao mesmo tempo, Madureira Beça procurava reunir apoios financeiros para o empreendimento, tarefa que não pôde concluir devido à sua morte.
Em 24 de Março de 1902, após ter analisado os resultados do concurso efectuado em Fevereiro, o rei Carlos I recusou as propostas e ordenou que fosse aberto um novo concurso para este troço no dia 15 de Abril. Segundo o novo programa, a linha deveria passar por Macedo de Cavaleiros e terminar em Bragança, e a empresa responsável pela construção poderia explorá-la durante 99 anos. Participaram neste concurso a Casa Zagury e o empresário João Lopes da Cruz, tendo a concessão provisória sido consignada a este último em 19 de Abril. A proposta de lei que autorizava a construção foi apresentada pelo conselheiro Manuel Francisco de Vargas, e ratificada pelo Conselho de Estado em 14 de Maio. Em 24 de Maio, foi autorizado o financiamento através do Fundo Especial de Caminhos de Ferro, e aprovado o contrato de 19 de Abril.
O contrato foi assinado em 24 de Outubro do mesmo ano, mas João Lopes da Cruz apresentou um requerimento para fazer o trespasse da concessão para a Companhia Nacional de Caminhos de Ferro, o que foi autorizado em 30 de Junho de 1903. Em 25 de Abril desse ano, foi marcada uma assembleia geral da empresa para discutir a emissão de obrigações para financiar a construção da linha até Bragança. O lançamento das obrigações foi aprovado pelo governo em 2 de Julho. Um dos financiadores deste empreendimento foi o banqueiro Henrique Burnay.

#### Construção e inauguração

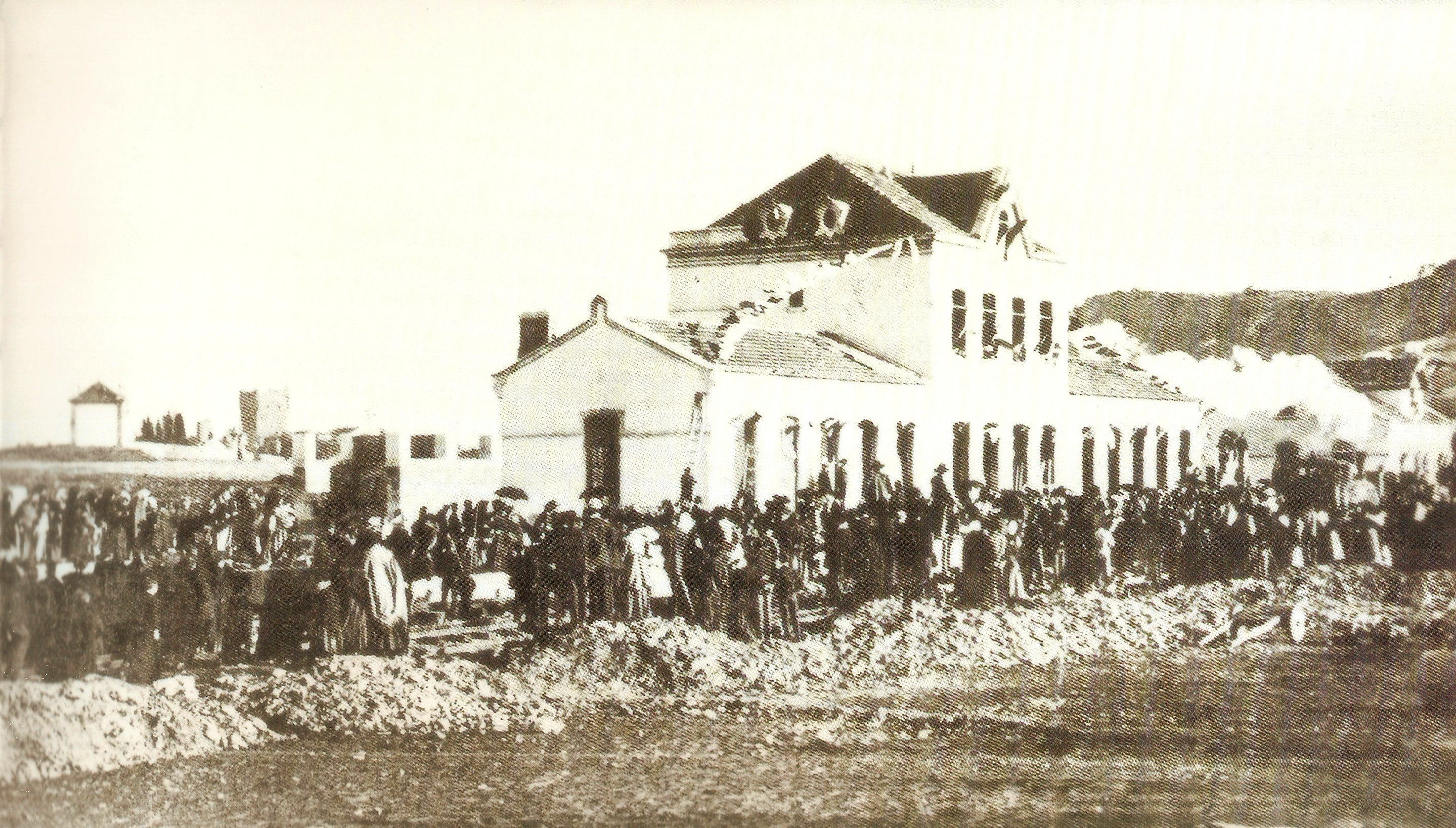
A cerimónia de inauguração da Linha do Tua na Estação de Bragança, em 1 de Dezembro de 1906, assinala a conclusão da linha.

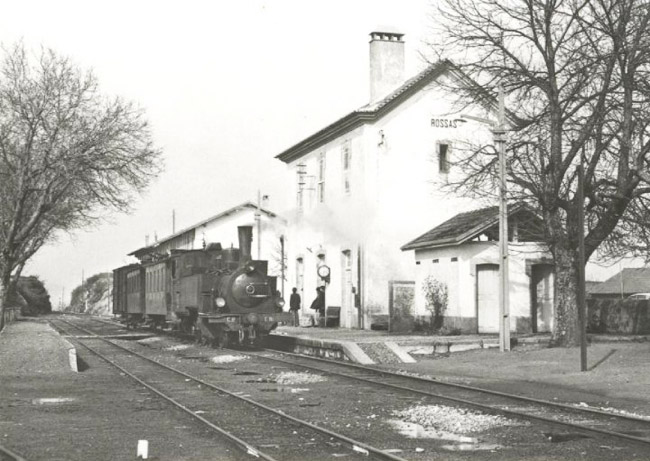
Estação de Rossas, a estação a maior altitude de Portugal.

Devido a dificuldades financeiras, o início das obras foi sendo sucessivamente adiado e esteve previsto para 4 de Maio de 1903. O director de obra era o engenheiro Manuel F. da Costa Serrão, apoiado pelo condutor Azevedo. No entanto, os planos originais para a linha sofreram várias alterações, nomeadamente um novo traçado que permitiria servir maior número de povoações e com menor número de obras de arte, reduzindo assim os custos e o tempo de construção. Isto levou a que o início das obras fosse novamente adiado. Em Junho ainda se aguardava a autorização do governo para o novo traçado, esperando-se que as obras só começassem em meados do mês seguinte. Com as alterações introduzidas, estimava-se que o troço até Romeu fosse construído em 10 meses, até Cortiços em 20 meses, e até Bragança em 2 anos e meio, o que permitiria a chegada do comboio à capital do distrito no fim de 1905.
Em 16 de Julho foi aprovada uma das variantes introduzidas por este projeto, com 514 metros de extensão. Em 19 de Julho, a Gazeta de Bragança reportou que as obras se deveriam iniciar no dia seguinte. Em 2 de Outubro, foi novamente projectada uma variante, que foi aprovada em 2 de Dezembro. Esta alteração abrangeu a totalidade do traçado entre Mirandela e Cortiços, aumentando-o em cerca de 2 Km em relação ao traçado anterior, embora a sua construção fosse mais fácil e económica. Por outro lado, permitiu a instalação das estações de Carvalhais e Romeu, que vieram substituir a estação única programada para aquele troço. Em 16 de Dezembro de 1904 foi proposta uma terceira variante, entre os quilómetros 21 e 30 do troço entre Mirandela a Bragança, que foi autorizada em 25 de Fevereiro do ano seguinte.
Uma portaria de 28 de Julho de 1905 autorizou a abertura provisória do lanço entre Mirandela e Romeu, tendo este troço entrado ao serviço em 2 de Agosto desse ano. Nesta altura, os trabalhos decorriam com grande celeridade, estando previsto que o troço de Grijó a Macedo de Cavaleiros estivesse concluído em finais de Agosto, o troço até Quintella (antigo nome de Sendas) nos finais de Setembro ou inícios de Outubro, e até Santa Comba de Rossas em Dezembro. No entanto, em 1 de Outubro ainda faltava assentar a via entre Romeu e Macedo, estimando-se que aquele troço fosse aberto até ao final do mês. A linha foi aberta até Macedo de Cavaleiros, tendo sido feita uma cerimónia de inauguração quando saiu o primeiro comboio para Mirandela às 8 da manhã, que contou com animação musical e lançamento de foguetes. Uma portaria de 16 de Setembro desse ano aprovou a abertura do troço de Macedo de Cavaleiros a Sendas, que entrou ao serviço em 18 de Dezembro. Em 13 de Agosto de 1906, uma portaria autorizou a abertura do troço até Rossas, que começou a funcionar no dia seguinte. O primeiro comboio chegou a Bragança em 26 de Outubro do mesmo ano, tendo este troço sido oficialmente inaugurado em 1 de Dezembro, completando a Linha do Tua. A cerimónia de inauguração durou 2 dias, tendo sido organizados grandes festejos na cidade, e um comboio especial para o transporte dos convidados.

### Planos de expansão e ligação a outras redes

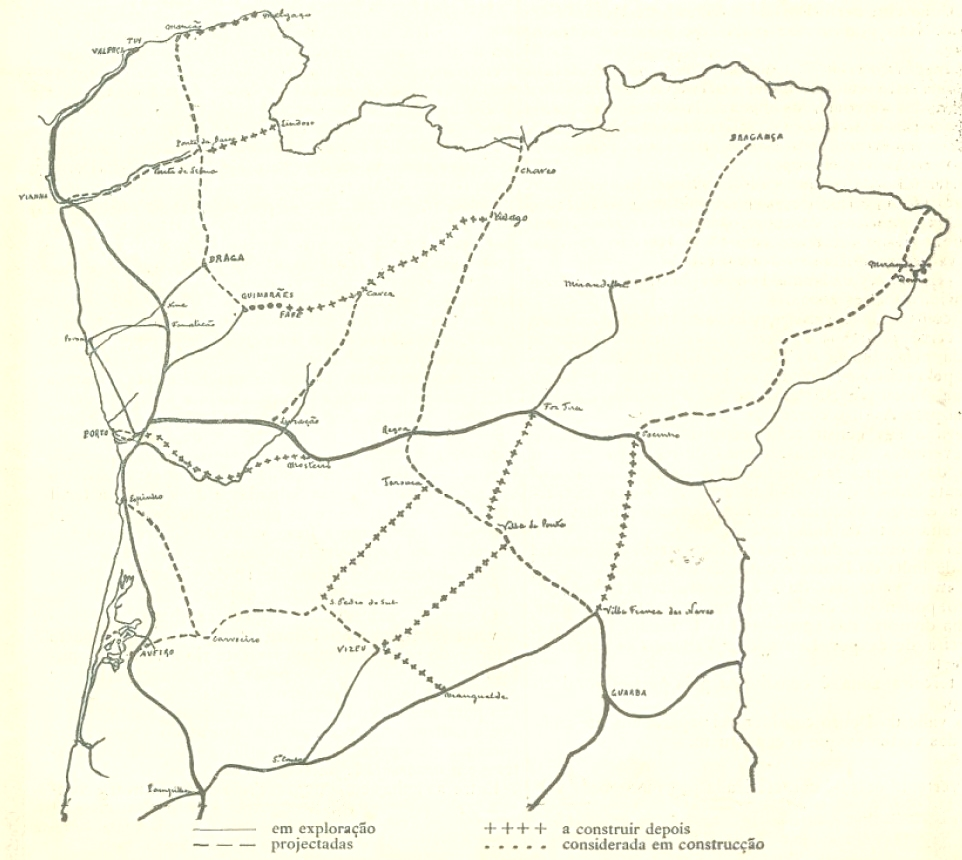
Mapa dos linhas férreas complementares que estavam planeadas a Norte do Mondego, decretado em 1900, incluindo os lanços de Mirandela a Bragança, e de Tua a Viseu.

O Plano da Rede Complementar ao Norte do Mondego, publicado por decreto de 15 de Novembro de 1900, previa, além do troço entre Mirandela e Bragança, a construção de uma linha entre Foz Tua e Viseu que passasse por Vila da Ponte. Embora este troço permitisse unir as duas linhas geridas pela Companhia Nacional de Caminhos de Ferro, a Linha do Dão e do Tua, previa-se que a sua construção fosse muito difícil e o tráfego reduzido, pelo que teria sido certamente deficitária.
Este plano voltou a ser considerado em 1924, mas foi suspenso devido à queda da Primeira República. Em 1927, a comissão técnica encarregada de estudar e elaborar o Plano Geral da Rede Ferroviária propôs uma rede de troços entre Caniços, na Linha de Guimarães, até Mogadouro, na Linha do Sabor, passando por Baúlhe, na Linha do Tâmega, Pedras Salgadas, na Linha do Corgo, e Mirandela, na Linha do Tua. Neste plano, todos os caminhos de ferro na região de Trás-os-Montes ficariam unidos entre si e à Linha de Guimarães, que era parte da rede de via métrica do Minho, ficando por isso ligadas ao Porto de Leixões e à cidade do Porto. Esta rede proposta era informalmente conhecida como Transversal de Trás-os-Montes.
Ainda no mesmo ano, a Junta Geral do Distrito de Viseu requisitou ao governo que fosse retomado o projeto de construção da linha entre Foz Tua e Viseu e proposto o prolongamento da Linha do Tua para Norte, para servir as minas de ferro de Guadramil, com possibilidade de prolongamento até à fronteira de Espanha. Este caminho de ferro tinha sido discutido durante a Conferência Luso-Espanhola sobre vias de comunicação de 1928, propondo-se o seu término em Castro de Alcañices. No entanto, estes planos enfrentaram a resistência dos militares por motivos de defesa nacional, levando à sua posterior supressão do plano.
O Plano Geral da Rede Ferroviária, introduzido pelo Decreto n.º 18:190, de 28 de Março de 1930, incluía novamente uma proposta de linha entre Foz Tua e Viseu, a Transversal de Valpaços, que uniria Mirandela à Linha do Corgo nas estações de Vila Pouca de Aguiar ou de Pedras Salgadas, e a Transversal de Chacim, entre Macedo de Cavaleiros e Mogadouro, na Linha do Sabor; estes dois últimos troços fariam parte da Transversal de Trás-os-Montes. A proposta para a continuação da linha além de Bragança não foi aceite, tendo sido excluída do Plano. Também surgiu uma outra solução para ligar as quatro linhas transmontanas através de alterações na Linha do Douro, introduzindo via algaliada do Pocinho à Livração, ou reduzindo toda a linha à bitola métrica. No entanto, considerou-se que estas propostas tornavam a exploração economicamente inviável. Estes planos foram suspensos pelo Decreto 22.379, de 29 de Março de 1933, que sustou todas as autorizações para a construção de caminhos de ferro com garantias de juro.

## Operação

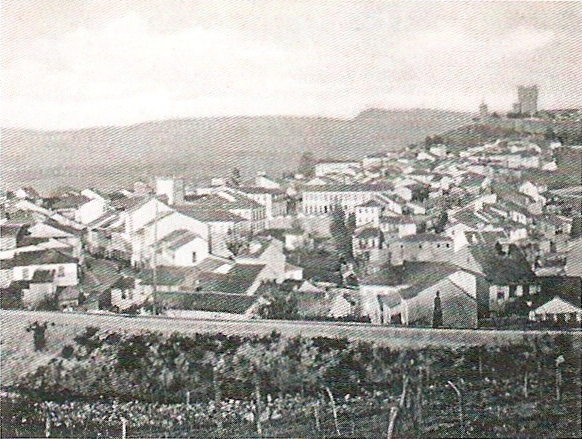
Troço da Linha do Tua junto a Bragança, nos primeiros anos da República Portuguesa.

Em 1910, iniciou-se a circulação de uma ambulância postal na Linha do Tua, que funcionou até 1969. Em Outubro desse ano, estava previsto que o rei Manuel II tivesse ido a Bragança, de comboio. O jornal A Pátria Nova de 12 de Outubro relatou que João José de Freitas viajou no comboio correio até Bragança no dia 7 de Outubro, para tomar posse como Governador Civil. Em 1938, foi construída nas oficinas de Mirandela a primeira locomotiva a gasóleo em Portugal, um protótipo denominado de Lydya.
Em 1968, entrou ao serviço uma variante com cerca de 3 Km de extensão, desde a Ponte da Coxa até à Estação de Bragança. O novo traçado passava por trás da nova cadeia, atravessava a estrada nacional entre Bragança e Vinhais por uma ponte, e circulava junto ao Campo de Aviação Plácido de Abreu e da carreira de tiro nacional; permitiu a extinção de 2 passagens de nível, uma no acesso à Escola Técnica, e outra no sítio das Beatas, cuja presença causava grandes problemas de trânsito na estrada para Vinhais. A cerimónia de inauguração, inserida no âmbito das festas da cidade, teve a presença de altos funcionários da CP, tendo sido concluída com um banquete.

### Material circulante

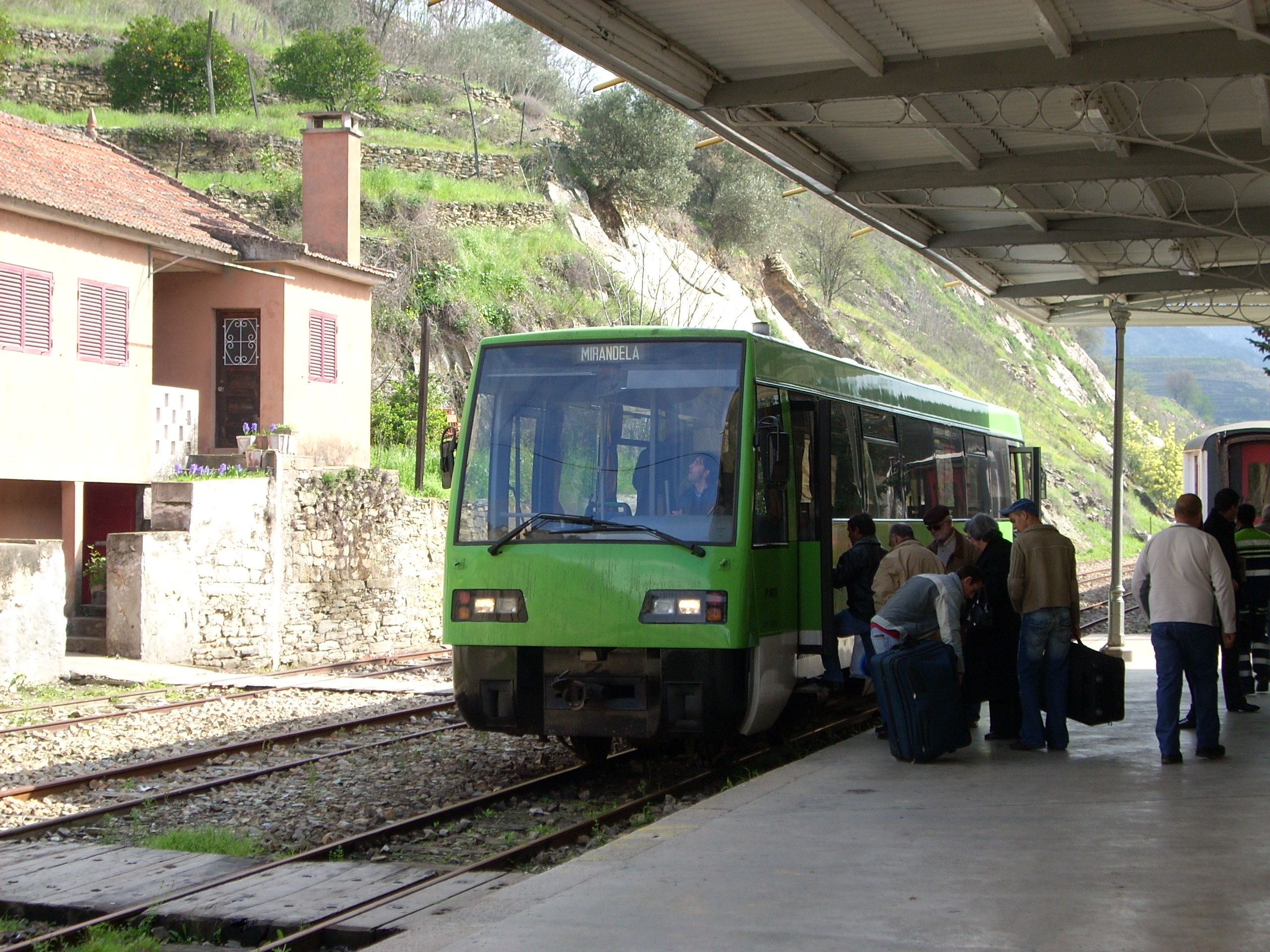
Automotora da Série 9500 na Estação do Tua, em 2008.

No total, circularam na linha mais de 70 veículos motorizados de 14 fabricantes diferentes, entre os quais 8 modelos de locomotivas a vapor, 3 modelos de locomotivas diesel, 2 modelos de automotoras a gasolina e 4 modelos diesel e 4 dresinas. Em termos de locomotivas a vapor, destaca-se a Série E81 a E86, que foi utilizada na inauguração do primeiro troço, até Mirandela, tendo permanecido na Linha do Tua até à Década de 1970. Outra série de locomotivas a vapor foi a E91 a E97, já nos últimos anos do vapor nesta linha. A Companhia Nacional de Caminhos de Ferro, construtora e exploradora da Linha do Tua, utilizava no seu material circulante uma atrelagem de tensor único, por baixo de um tampão central. Este esquema de atrelagem foi igualmente adoptado pela Companhia dos Caminhos de Ferro Portugueses em toda a sua rede de via métrica. Em 1924, a Companhia Nacional realizou uma encomenda de novas locomotivas, carruagens e vagões, para melhorar os serviços nas suas duas linhas.
A Linha do Tua foi a primeira linha na qual circularam as automotoras da Série 9300. A viagem experimental até Bragança foi realizada em 3 de Outubro de 1955, tendo entrado ao serviço regular em 16 de Outubro. Vieram substituir as automotoras ME 7 e 8, cuja reduzida capacidade se revelou insuficiente para a elevada procura. Embora as automotoras da Série 9300 pudessem atingir uma velocidade de 70 quilómetros por hora, na Linha do Tua estavam limitadas a 50 km/h devido ao difícil perfil do percurso. Em 1978, além destas automotoras, circulavam ainda várias composições de mercadorias, passageiros e mistas rebocadas por locomotivas a vapor. Em 1979, uma das automotoras da Série 9300 foi destruída num incêndio.
Em 1982, encontravam-se a circular, em toda a extensão da linha, composições rebocadas por locomotivas da Série 9020. Em 1989, estas locomotivas encontravam-se ainda a rebocar composições de passageiros entre as Estações de Tua e Bragança. No início da década de 1990 foram introduzidas na Linha do Tua as automotoras da Série 9700, tendo permanecido ao serviço juntamente com a série 9300 até ao seu abate em 2001 (em outras Vias Estreitas nacionais). Em 1995, entraram ao serviço automotoras da Série 9500 na secção do Metro de Mirandela entre as estações de Mirandela e Carvalhais. A partir de 2001, estas automotoras passaram a circular em toda a extensão da via.

### Transferência para a CP
| Ano                   | 1933  | 1934  | 1937  | 1938  | 1939  |
| --------------------- | ----- | ----- | ----- | ----- | ----- |
| Receita do Tráfego    | 2.724 | 2.808 | 2.441 | 2.197 | 2.059 |
| Despesa de exploração | 2.410 | 2.557 | n/d   | 2.395 | 2.384 |
| Saldo                 | 314   | 251   | n/d   | -198  | -325  |

Na Década de 1930, o transporte ferroviário em Portugal atravessou uma acentuada crise. A Companhia Nacional de Caminhos de Ferro, empresa que explorava a Linha do Tua, encontrava-se em dificuldades financeiras devido a contratos de concessão deficitários. Em 1934, enquanto que a exploração conjunta das linhas do Tua e Dão gerou um lucro de 256.293$00, o resultado das linhas do Corgo e Sabor correspondeu a um saldo negativo de 716.638$00. Embora este défice fosse parcialmente coberto pelo estado Português, o estado só pagava depois de uma sentença arbitral nesse sentido. Entre 1933 e 1934 verificou-se um aumento do tráfego na Linha do Tua, o que fez aumentar as receitas. No entanto, aumentaram também as despesas de exploração. Em 1938, as despesas já superavam as receitas em todas as linhas, incluindo a do Tua. Os principais motivos apontados para esta diferença foram o desenvolvimento do transporte rodoviário, a crise económica e o facto da empresa não ter podido alterar o seu contrato de concessão em relação às linhas do Corgo e Sabor. A situação da empresa deteriorou-se ainda mais em 1939.
Em 1945, foi publicada a Lei n.º 2008, que determinou a concentração de todas as concessões ferroviárias em Portugal numa só empresa. A entidade escolhida foi a Companhia dos Caminhos de Ferro Portugueses, para a qual foi assinada no ano seguinte a escritura da transferência da Companhia Nacional de Caminhos de Ferro. Em 1946, a CP iniciou a exploração de toda a rede ferroviária portuguesa, excepto a Linha de Cascais.

## Declínio e encerramento

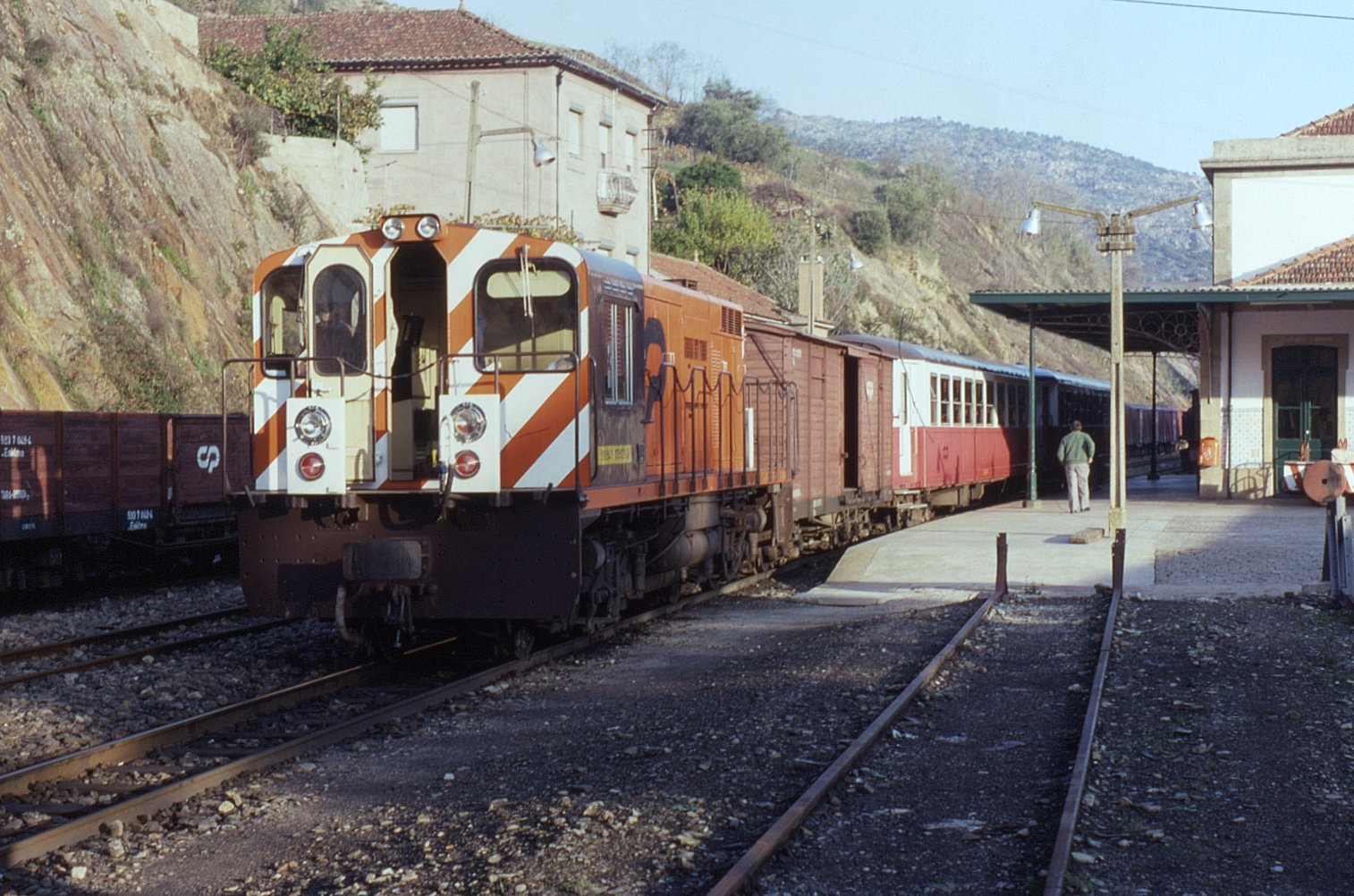
Estação do Tua, em 1993. Entre dezembro de 1991 e o início de 1992, a CP encerra o troço da Linha do Tua entre Mirandela e Bragança, mantendo-se em funcionamento o troço entre Mirandela e a foz do Tua.

De Bragança a Lisboa

são nove horas de distância

»(…)«

Uma vez vim de Lisboa

num comboio azarado

nem máquina tinha ainda 

e já estava atrasado— Xutos & Pontapés: “Para ti, Maria”, 88 (1988)

### Encerramento do troço Mirandela-Bragança
Em 1987, no ano em que se celebrou o centenário da Linha do Tua, uma reunião entre o ministro dos transportes e a Comissão de Equipamento Social da Assembleia da República confirmou a intenção do governo em encerrar as linhas ferroviárias de tráfego reduzido. O Plano de Modernização e Reconversão dos Caminhos de Ferro para os anos 1988-1994 não previa qualquer investimento na modernização da rede de via estreita em Trás-os-Montes. No início da década de 1990 encerraram várias linhas secundárias da rede ferroviária portuguesa.
Em 1 de janeiro de 1990, foi suprimido o serviço de transporte de mercadorias entre Régua e Bragança e reduzidos os horários de transporte de passageiros em fins de semana e feriados. Em dezembro de 1991, a CP inicia um serviço de transporte de passageiros em autocarros em simultâneo com o comboio, o que motivou protestos por parte da população local. Ainda antes do descarrilamento de 17 de dezembro entre as estações de Sortes e de Rossas, a CP encerrou o troço entre Mirandela e Macedo de Cavaleiros a 15 de Dezembro, alegando motivos de segurança e prevenção. Manteve-se em funcionamento o troço de 54 km entre Mirandela e a foz do Tua. Com o encerramento das linhas do Sabor e de parte da Linha do Tua, o Nordeste Transmontano viu encerradas praticamente todas as ligações ferroviárias de que dispunha.
À época, os comboios no troço entre Mirandela e Bragança circulavam já a 20-30 km/h e a viagem era feita em três horas, quando na década de 1950 circulavam a 45-50 km/h e demoravam três horas e vinte minutos a fazer o percurso completo entre o Tua e Bragança. Fruto do desinvestimento, os passageiros viajavam em más condições. Após o encerramento, um estudo da CP para o troço Mirandela - Bragança antevia uma de três soluções: a manutenção das condições de circulação e redução dos trabalhos de manutenção no valor de 1 500 000 escudos, a realização de trabalhos de modernização e redução do tempo de viagem no valor de 7 500 000 escudos, ou a construção de um novo traçado que encurtasse o tempo de viagem entre Tua e Bragança para duas horas no valor de 60 milhões de escudos. No entanto, a decisão manteve-se em suspenso até à abertura do Metro de Mirandela em 1995. Ainda em 1995, estavam a ser planeadas viagens turísticas nesta linha, no âmbito de um programa de turismo ferroviário nas redes do Douro e Minho, por parte dos Caminhos de Ferro Portugueses.

### Conversão para o Metro de Mirandela

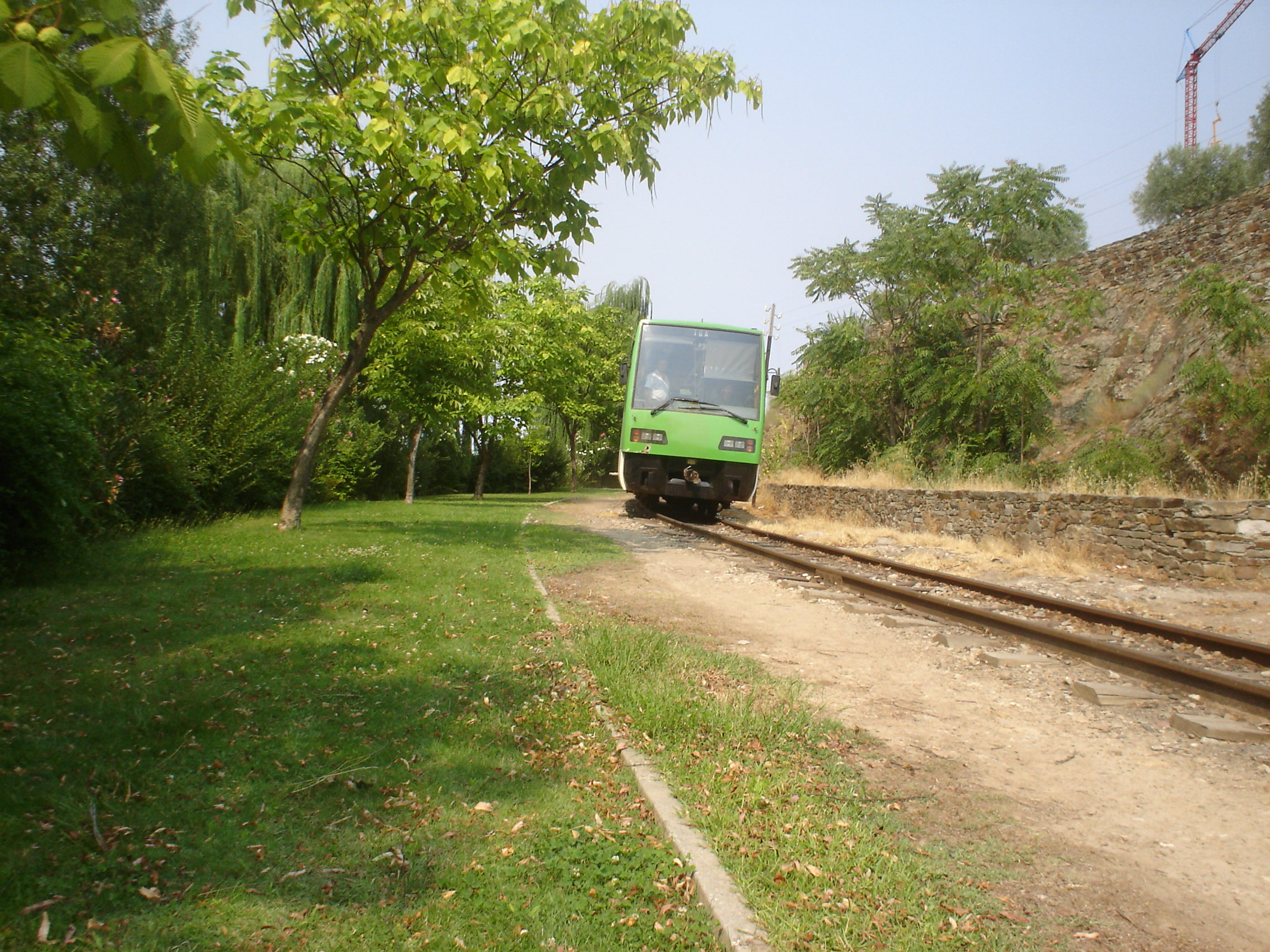
O Metropolitano de Mirandela, inaugurado em 1995, permitiu a reativação de parte da Linha do Tua entre Mirandela e Carvalhais. Em 2001, o metro passou a fazer o serviço até ao Tua.

Em 1992, ano em que foi desativado o troço Mirandela-Bragança, surgiu a ideia de reaproveitamento da Linha do Tua. A Câmara de Mirandela propôs a criação de um metropolitano ligeiro de superfície, projeto que foi bem aceite pelo ministro das obras públicas. No entanto, os municípios de Macedo e Bragança não manifestaram interesse na adesão. A 28 de Julho de 1995 foi inaugurado o Metropolitano Ligeiro de Mirandela, uma sociedade entre a Câmara Municipal de Mirandela (90%) e os Caminhos de Ferro Portugueses (10%). O propósito desta empresa foi o estabelecimento de serviços ferroviários entre aquela cidade e a estação de Carvalhais, a Norte, e a estação do Cachão, a Sul, cobrindo assim exclusivamente um troço inserido no concelho de Mirandela. O metropolitano funcionava inicialmente num troço de quatro quilómetros da Linha do Tua entre Mirandela e Carvalhais. Em 2001, a empresa celebrou um contrato de associação com a CP e o metropolitano passou a assegurar também o serviço de transporte de passageiros na totalidade do percurso entre Mirandela e a foz do Tua, sob supervisão da CP e manutenção da REFER.
Entre 2007 e 2008 sucederam-se vários acidentes na linha. Em 12 de fevereiro de 2007 uma carruagem do metro descarrilou e precipitou-se por uma ravina com 60 metros de altura em direção ao rio, provocando a morte a três ferroviários e obrigando ao encerramento da linha durante 11 meses. Em 10 de abril de 2008 um deslizamento de terras ao quilómetro 2,5 provocou três feridos ligeiros num veículo de manutenção e interrompeu novamente a circulação. Em 6 de junho descarrilou uma carruagem entre a Brunheda e o Tua, resultando em três feridos ligeiros. Em 22 de agosto de 2008, ocorreu um acidente com uma automotora perto da Brunheda, registando-se uma vítima mortal, o que precipitou o encerramento sine die da circulação ferroviária entre Cachão e Tua e a substituição do serviço de comboio por táxis.

### Encerramento do troço Tua-Cachão e barragem do Tua
O Programa Nacional de Barragens de Elevado Potencial Hidroelétrico, publicado em novembro de 2007, previa a construção de várias barragens, entre as quais uma barragem a ser construída na foz do rio Tua. Em abril de 2008, a Energias de Portugal (EDP), entregou ao governo os primeiros estudos para a construção da barragem do Tua. A par destes estudos, as autarquias locais apresentaram um estudo comparativo com a não construção da barragem e manutenção da linha ferroviária. A albufeira da barragem projetada inundaria 16 quilómetros da Linha do Tua, cortando assim a sua ligação à Linha do Douro e à rede ferroviária nacional.
Em 2009, já depois do encerramento da linha em 2008, o Ministério do Ambiente emitiu a Declaração de Impacto Ambiental do Aproveitamento Hidroelétrico de Foz Tua, que autorizava a construção da barragem na condição de ser realizada à menor das três cotas em estudo. e desde que fosse assegurado o serviço de transporte público no troço inundado de modo a garantir a mobilidade da população. Entre as medidas sugeridas estava a construção de um troço ferroviário alternativo. Posteriormente, foi apresentado o Plano de Mobilidade para o Vale do Tua, que defendia uma solução de mobilidade complementar à ferrovia, integrando o transporte de funicular, barco e comboio entre Tua e Mirandela. No entanto, esta solução era focada no segmento turístico e não no transporte público. Um relatório da UNESCO/ICOMOS, divulgado em 2013, veio alertar para a necessidade de compensação da interrupção da Linha do Tua com outros meios de transporte, apontando que o plano aprovado não é suficiente para garantir a mobilidade nem está adaptado às necessidades locais. Entre outras críticas, foi mencionado o facto de um percurso de apenas 55 km contabilizar quatro meios de transporte diferentes e três transbordos.
As obras de construção da barragem tiveram início em fevereiro de 2011, entre protestos de organizações ambientalistas e do Partido Ecologista Os Verdes. A barragem do Tua situa-se na foz do rio Tua, a cerca de 1100 m da sua confluência com o rio Douro. A sua construção fará com que 16 quilómetros da Linha do Tua fiquem permanentemente submersos pela sua albufeira. A barragem é propriedade da empresa Energias de Portugal e a construção foi adjudicada ao consórcio Mota Engil/Somague/MSF. A barragem de betão tem uma abóbada com 108 m de altura máxima e 275 m de desenvolvimento de coroamento. 
Também em 2011 o Ministério da Economia apresentou o Plano Estratégico dos Transportes: Mobilidade Sustentável, Horizonte 2011-2015. Este documento aponta em determinadas linhas níveis de procura muito baixos que não justificam a oferta ferroviária, propondo a suspensão do processo de reativação das linhas do Tua, Corgo, Tâmega e Figueira da Foz. O serviço de táxis foi suspenso no dia 1 de Julho de 2012, após a CP ter deixado de assegurar o seu apoio financeiro. Porém, o serviço foi retomado na semana seguinte e ao longo de mais três meses. Esta decisão deu-se após a desclassificação da linha, que a removeu da Rede Ferroviária Nacional: Com efeito, em março de 2012 a Linha do Tua («entre a Estação do Tua e o Km 41,650 (Cachão)», sic) foi removida formalmente, pela entidade reguladora, da rede em exploração. O autarca de Mirandela, António Branco, alertou para a possibilidade da circulação ferroviária entre Mirandela e Cachão só se poder realizar até ao final daquele mês, podendo a totalidade do Metro de Mirandela estar em risco.

### Impacto e legado

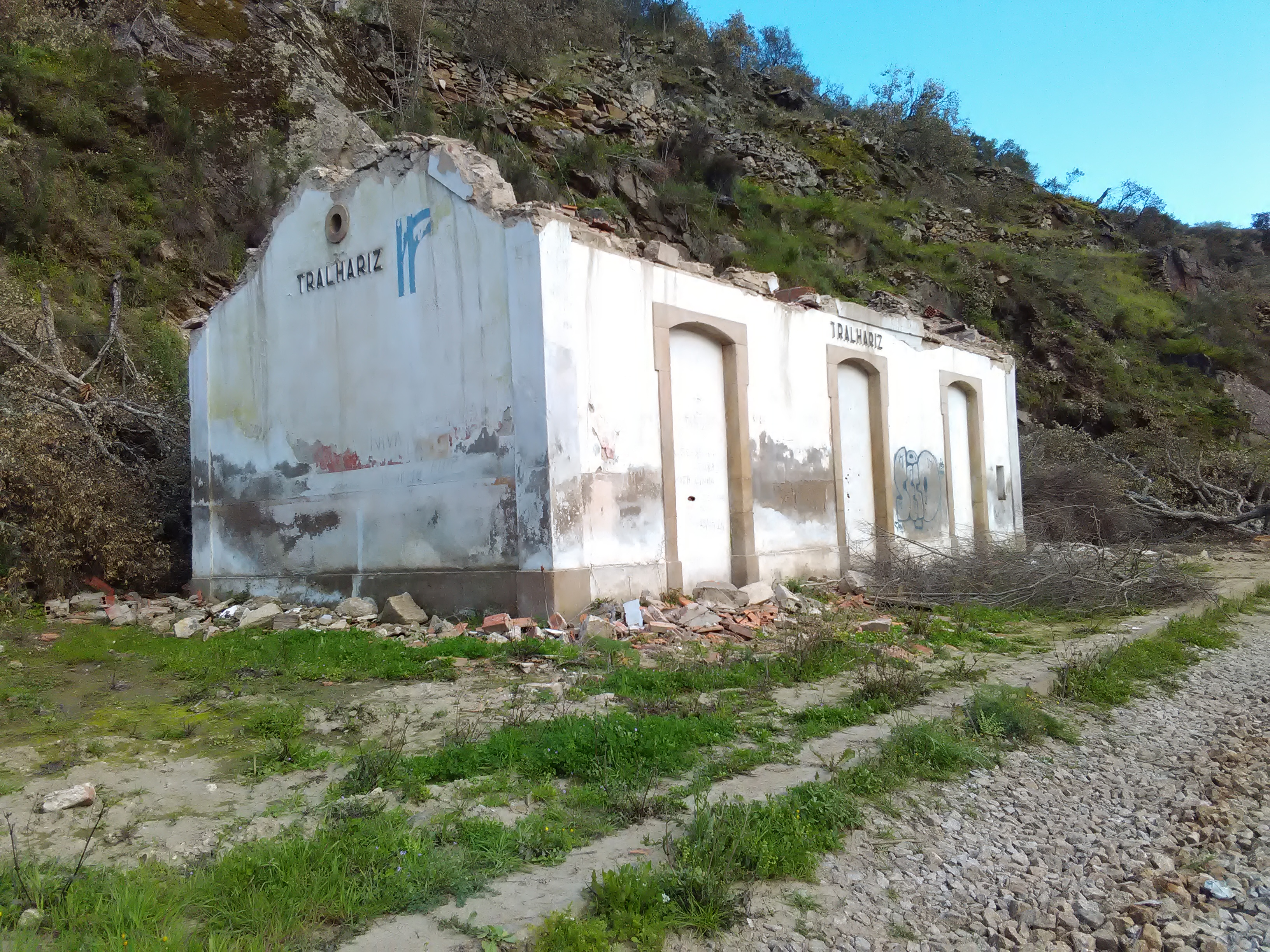
Apeadeiro de Tralhariz em 2016. Em 2008, na sequência dos planos de construção da barragem do Tua e de vários acidentes na linha, o troço Tua-Cachão foi definitivamente encerrado, perante os protestos de várias associações ambientalistas e movimentos cívicos.

As sucessivas alterações na exploração da linha tiveram impacto negativo no número de passageiros transportado. Entre os principais fatores estiveram a degradação de infraestruturas e material circulante que obrigou à redução da velocidade, a baixa densidade populacional, a má articulação com a restante rede, a falta de articulação com os transportes rodoviários e a inadequação de horários. Em duas décadas, a Linha do Tua perdeu 88% dos passageiros em resultado do acentuado desinvestimento e desmantelamento tendo em vista o seu encerramento. A suspensão do tráfego entre Mirandela e Bragança fez com que, de 184,388 passageiros transportados em 1990, a linha registasse apenas 93 102 passageiros em 1993. A tendência para a diminuição de passageiros manteve-se até 1999, ano em que foram transportados apenas 33 414 pessoas, até recuperar significativamente em 2000 (96 778). No ano seguinte, o número de passageiros voltou a diminuir drasticamente (26 860) devido a um deslizamento de terras que provocou obras na linha. Em 2010, ano em que foram registados 69 mil passageiros - a esmagadora maioria dos quais apenas no troço Cachão - Mirandela - Carvalhais, mas citando números de passageiros de 2004, a REFER pediu ao governo que a Linha do Tua deixasse de estar integrada na rede ferroviária nacional, alegando que não eram atingidos os valores sociais e económicos mínimos que justificassem o serviço público. No entanto, reconheceu também que não existia informação nem estudos que avaliassem o potencial de procura.
Grande parte do material de tracção utilizado na linha foi vendido ou parqueado. Nas vias de resguardo da estação de Tua estão estacionadas vários vagões da década de 1930. Na primeira metade da década de 1980 foi criado em Bragança um núcleo museológico do Museu Nacional Ferroviário . Encerrado em 2002, em 2016 a Câmara Municipal planeava a sua reabertura.
O encerramento da Linha do Tua teve um impacto negativo nas localidades que servia, causando graves danos na economia local, desemprego, emigração e despovoamento. O encerramento da linha e a inviabilidade de qualquer aproveitamento resultante da sua submersão pela barragem do Tua esteve na origem de vários protestos de organizações ambientais e de movimentos cívicos em defesa da linha. Em comunicado conjunto, as organizações ambientais Liga para a Proteção da Natureza, Quercus, GEOTA e COAGRET alegaram que a construção da barragem, que produziria apenas 0,1% da energia do país, implicaria a destruição de um dos mais belos rios da Europa, a provável desclassificação pela UNESCO da Região Vinhateira do Alto Douro como património da Humanidade, a degradação da qualidade da água, a destruição de solos agrícolas, de uma paisagem única e de ecossistemas raros, destruindo também o potencial turístico da região com a submersão da linha do Tua.
Criado em Outubro de 2006, o Movimento Cívico pela Linha do Tua manteve igualmente um papel activo durante todo o processo de construção da barragem do Tua, mantendo ainda actividade pela salvaguarda desta linha.[carece de fontes?]
Em 2022 abriu ao público o primeiro lanço da Ecopista do Tua, que aproveita a antiga via férrea entre a passagem de nível ao Km 80,333 e o Apeadeiro de Castelãos.